# Svend Lindenberg
født 1954
Svend Lindenberg er leder af Copenhagen Fertility Center, der er Danmarks største fertilitetsklinik, og aktiv i en forskningsenhed i samarbejde med Københavns Universitet. Lindenberg var tidligere professor ved Københavns Universitet 1999-2006 i faget human reproduktion. Han har siden 1979 arbejdet med fertilitet og fertilitetsbehandling. Svend Lindenberg er uddannet gynækolog og leder overlæge på fertilitetsklinikken på Herlev Hospital indtil 2006.
Han startede som student på kromosomlaboratoriet på Rigshospitalet, hvor han var med i det team, som satte det første reagensglasbarn-laboratorium op, hvor han siden medvirkede til at etablere dyrkningerne. Sammen med Dr. Suzan Lenz og Dr. Jørgen Lauritsen var han den tredje part i at frembringe den første IVF graviditet i Danmark i 1982, der imidlertid endte med en abort, men allerede i 1983 havde dette team det førstefødte barn i Danmark efter reagensglasmetoden. Svend Lindenberg er således en af de læger i Skandinavien med længst erfaring i fertilitetsbehandling.
Svend Lindenberg skrev disputats  om implantation og var den første i verden, der så hvordan det menneskelige æg sætter sig fast i en livmoderslimhinde. Dette arbejde blev startet på forskningslaboratoriet på kromosomlaboratoriet på Rigshospitalet, og han har siden været leder af et forskningslaboratorium, hvor der selv i dag sidder laboranter, der var med dengang. De arbejder nu på Copenhagen Fertility Center med forskning og behandling.
Lindenberg er medlem af bestyrelsen i flere videnskabelige selskaber. 